# Лондонский мультикультурный английский
Лондонский мультикультурный английский (англ. Multicultural London English, аббр. MLE) — это диалект (и/или социолект) английского языка, возникший в конце XX века. Исходными носителями диалекта являются представители рабочего класса, а также молодёжь, живущая во Внутреннем и Внешнем Лондоне. Во Внешнем Лондоне диалект распространён в Бренте, Ньюэме, Баркинге и Дагенеме, Харингее и Энфилде. Отдельные элементы диалекта широко распространились по всей южной Англии. Согласно исследованию, проведённому Ланкастерским университетом, лондонский мультикультурный английский в настоящее время постепенно вытесняет из Лондона диалект кокни.
Лондонский мультикультурный английский содержит множество вкраплений из языков Карибского бассейна (языков Ямайки, Тринидада и Тобаго и других стран Карибского сообщества), южноазиатских языков, афроамериканского английского и даже следы традиционного диалекта кокни.Несмотря на то, что неофициальное название данного диалекта — «Яфайский» (англ. Jafaican, Jafaikan, то есть fake Jamaican — псевдоямайский) — подразумевает его связь с ямайским английским, некоторые исследователи пришли к выводу, что молодёжь не использует данный диалект, чтобы подражать речи чёрного населения. По словам исследователей, «вероятно, молодые люди, которые росли в Лондоне, подверглись влиянию как тех, кто говорил на английском как на своём втором языке, так и тех, кто говорил на местном лондонском английском. В результате смешения этих двух вариантов языка и появилась новая разновидность — лондонский мультикультурный английский».

## Особенности

### Словарный запас
- «Oh my days!» (Восклицание)
- «My boy» (Лучший друг)
- «Blood»/«Blud» (Друг)
- «Fam» (Сокращение от «family», употребляется в значении «друг»)
- «Aks» (Инверсия «ask»: — эта метатеза также встречается в английском Уэст-Кантри)
- «Manz» (Личное местоимение первого лица; используется мужчинами)
- «Safe» (Выражение одобрения, также используется в качестве прощания)
- «Bare» (Усиливающее определение)
- «More better» (Сравнительная степень, применяемая вместо «better»)
- «Yard» (Дом)
- «Endz» (Район)
- «Baggamanz» (Множество)
- «Fit» (Привлекательный)

### Грамматика
Глагол «to be» в прошедшем времени спрягается по правилам правильных глаголов; форма «was» становится единой для всех утвердительных предложений, а «weren’t» — для всех отрицательных. Таким образом получаются формы «I was, you was, he was» и «I weren’t, you weren’t, he weren’t».
Все формы разделительных вопросов сводятся к «isn’t it» (произносится «innit») и противоположному ей «is it?»

### Фонетика и фонология
Речь старшего населения Лондона по звуковому рисунку больше напоминает диалект кокни. Однако в речи лондонской молодёжи черт, присущих кокни, почти не наблюдается. Основные особенности их произношения почти не подвержены такому явлению, как диалектное выравнивание: их произношение не меняется в сторону более распространённых диалектов и акцентов. Примерами регионов, подвергшихся диалектному выравниванию, могут стать Милтон-Кинс, Рединг и Эшфорд. Старшее население ожидает от молодёжи именно выравненное произношение, особенно в свете недавнего усиления влияния Лондона на диалектную картину страны. На самом деле же ожидания не соответствуют действительности, и лондонский мультикультурный английский по произношению является не менее своеобразным и уникальным, чем любой другой диалект и акцент Великобритании.
К особенностям акцента можно отнести:
- Звук /ʊ/ является задним гласным в речи большинства жителей Внутреннего Лондона. Данная особенность объединяет лондонский мультикультурный английский с карибским английским[англ.];
- Крайние[неизвестный термин] гласные дифтонга /oʊ/ являются задними гласными у большинства населения Внутреннего Лондона обоих полов, а у девушек из Внешнего Лондона они звучат как передние гласные;
- Тот же дифтонг /oʊ/ превращается в монофтонг в речи представителей приезжих этнических групп (афро-карибы, чёрные африканцы) и мультиэтнических социальных сетей (в случае с белым населением);
- Звуки дифтонга /aɪ/ являются передними гласными. Среди чёрного населения к тому же распространена монофтонгизация /aɪ/ в придачу к его передизации[неизвестный термин]. Считается, что процесс передизации[неизвестный термин] в лондонском мультикультурном английском проходит постепенно в ходе дивергенции. Изменения начались с понижения внутреннего межзвучья в дифтонгах (предположительно, с [ɔɪ]), что отражает возвращение языка к временам до сдвига дифтонгов. Данная особенность более характерна для центрального Лондона, чем для окраин;
- Как и /aɪ/, дифтонг /eɪ/ монофтонгизируется в речи цветного населения. Это явление также связывают с обратным сдвигом дифтонгов;
- В центральном Лондоне сочетание /aʊ/ принято произносить как [aː]. Чернокожее население (особенно девушки) могут также произносить его как [ɑʊ];
- Звук /k/ передвигается назад к [q] перед гласными среднего и нижнего ряда.[6]

Некоторое особенности связывают лондонский мультикультурный английский с другими диалектами юго-восточной Англии. Среди них:
- Отсутствие опущения H (H-dropping) в начале слов;
- Усиленная передизация[неизвестный термин] /uː/, что приводит к произношению, близкому к [ʏː]. Данное явление более всего присуще цветному населению и белым лондонцам с чернокожими знакомыми;
- /æ/ является задним гласным и произносится как [a̠];
- /ʌ/ является задним гласным и произносится как [ɑ] или [ʌ], в отличие от стандартного [ɐ];
- Передизация[неизвестный термин] th (Th-fronting);[5]; разновидность передизации[неизвестный термин] th — непроизносимое h в th («thing» иногда произносят как «t’ing», а не как «fing»). Так, «this» и «that» можно произнести как «dis» и «dat».